# Norah Krief
Pour les articles homonymes, voir Krief.
Norah Krief est une actrice française.

## Biographie
Après des études de biologie à l'Université Paris VII, Norah Krief découvre le théâtre. Elle débute avec Philippe Minyana et François Rancillac. En 1991, Éric Lacascade et Guy Alloucherie lui proposent de rejoindre leur compagnie et lui confieront des rôles dans la plupart de leurs spectacles : Ivanov, Les Trois sœurs de Anton Tchekhov, La Double Inconstance de Marivaux. En 1996, elle intègre la compagnie de Jean-François Sivadier qui créera pour elle l’un des personnages d’Italienne avec orchestre avant de la mettre en scène dans La Folle journée ou le Mariage de Figaro de Beaumarchais puis dans nombre de ses pièces.
En 1998, Florence Giorgetti la dirige dans Blanche, Aurore, Céleste de Noëlle Renaude (Théâtre de la Cité internationale).
En 2000, elle joue au Festival d’Avignon dans Henri IV de Shakespeare, mise en scène de Yann-Joël Collin, où pour la première fois elle est amenée à chanter.
Elle se lance alors avec Frédéric Fresson dans la création de spectacles musicaux : Les Sonnets de Shakespeare et La Tête ailleurs sur des textes de François Morel, tous deux mis en scène par Éric Lacascade, (Festival d’Avignon et Théâtre de la Ville).
Parallèlement elle poursuit son travail de comédienne et retrouve Éric Lacascade avec Hedda Gabler d’Henrik Ibsen sur la scène du Théâtre de l’Odéon, pour lequel elle obtient le Molière du meilleur second rôle en 2005.
En 2007, elle joue dans L’Homme en faillite de et mis en scène par David Lescot, puis le retrouve en 2013 avec Nos Occupations.
En 2016, elle joue dans Phèdre(s), mise en scène de Krzysztof Warlikowski au théâtre de l'Odéon.
Valère Novarina écrit un rôle pour elle dans Le vrai sang, présenté au Théâtre de l’Odéon en 2010.
Elle créée Al Atlal, chant pour ma mère sur un poème d'Ibrahim Nagi et la musique d'Oum Kalsoum, spectacle musical qu'elle dédie à sa mère dont elle questionne l'origine,.
Elle était sur la création de Laurent Mauvigner: "Proches", qui s'est joué en 2023.
Depuis 2017, elle travaille sous la direction du metteur en scène et auteur Wajdi Mouawad directeur du théâtre de La Colline.
Elle joue dans le spectacle "Racine Carrée du Verbe Être" de Wadji Mouawad au Théâtre de la Colline jusqu'à 22 décembre de 2024.

## Filmographie

### Cinéma
- 2000 : The man who cried - Les larmes d'un homme de Sally Potter
- 2006 : Scenarii court métrage de Florent Trochel
- 2006 : Le Coucou court métrage de Philippe Lasry
- 2009 : Faire avec de Philippe Lasry
- 2010 : Dans le Cadre court métrage de Philippe Lasry
- 2014 : L'Apôtre de Cheyenne Carron
- 2018 : Paul Sanchez est revenu de Patricia Mazuy

## Théâtre
- 1992 : La Double Inconstance de Marivaux, mise en scène Guy Alloucherie et Éric Lacascade
- 1993 : Homme pour homme de Bertolt Brecht, mise en scène Yann-Joël Collin
- 1998 : Henri IV de William Shakespeare, mise en scène Yann-Joël Collin, Le Maillon Strasbourg
- 1999 : Henri IV de William Shakespeare, mise en scène Yann-Joël Collin, Théâtre Gérard Philipe, Festival d'Avignon
- 2000 : Henri IV de William Shakespeare, mise en scène Yann-Joël Collin, Opéra Comédie Montpellier
- 2000 : Ivanov d’Anton Tchekhov, mise en scène Éric Lacascade, Comédie de Caen, Festival d'Avignon
- 2001 : Le Mariage de Figaro de Beaumarchais, mise en scène Jean-François Sivadier, Théâtre des Amandiers
- 2001 : Les Sonnets de William Shakespeare, mise en scène Pascal Collin, Comédie de Caen, Festival d'Avignon
- 2001 : Les Sonnets de William Shakespeare, mise en scène Éric Lacascade, Théâtre 71
- 2005 : Hedda Gabler d’Henrik Ibsen, mise en scène Éric Lacascade, Odéon-Théâtre de l'Europe, Ateliers Berthier
- 2005 : La Tête ailleurs : Norah Krief chante François Morel de François Morel, Théâtre 71
- 2007 : Un homme en faillite de David Lescot, mise en scène de l'auteur, Comédie de Reims, Théâtre des Abbesses
- 2007 : Le Roi Lear de William Shakespeare, mise en scène Jean-François Sivadier, Festival d'Avignon, Théâtre Nanterre-Amandiers, Théâtre national de Strasbourg, tournée
- 2008 : Le Roi Lear de William Shakespeare, mise en scène Jean-François Sivadier, Théâtre National de Nice, Théâtre national de Toulouse Midi-Pyrénées, Maison de la Culture de Bourges, La Rose des vents, Théâtre national de Bretagne, TNBA, tournée
- 2008 : Irrégulière d'après Sonnets et Élégies de Louise Labé, mise en scène Pascal Collin et Michel Didym
- 2009 : La Dame de chez Maxim de Georges Feydeau, mise en scène Jean-François Sivadier, Théâtre national de Bretagne, Théâtre national de Toulouse Midi-Pyrénées, Odéon-Théâtre de l'Europe, Les Gémeaux, Comédie de Reims, MC2, tournée
- 2010 : La Dame de chez Maxim de Georges Feydeau, mise en scène Jean-François Sivadier, Théâtre Silvia-Monfort
- 2011 : Le Vrai Sang de Valère Novarina, mise en scène de l'auteur, Odéon-Théâtre de l'Europe
- 2011 : Tartuffe de Molière, mise en scène Eric Lacascade, Théâtre Vidy-Lausanne, Les Gémeaux, tournée
- 2012 : Tartuffe de Molière, mise en scène Eric Lacascade, Théâtre national de Bretagne, MC2, Comédie de Reims, Comédie de Genève, tournée
- 2013 : Le Misanthrope de Molière, mise en scène de Jean-François Sivadier, Théâtre national de Bretagne, Comédie de Reims, Odéon-Théâtre de l'Europe, Maison de la Culture de Bourges, tournée
- 2015 : Le Malade imaginaire de Molière, mise en scène Michel Didym, Théâtre de la Manufacture, tournée
- 2016 : Phèdre(s), mise en scène Krzysztof Warlikowski, Théâtre de l'Odéon
- 2019 : Al-Aatlal, chant pour ma mère, chansons d'Oum Kalsoum, Théâtre 71
- 2019 : Fauves de et mise en scène Wajdi Mouawad, théâtre de la Colline
- 2022 : Racine carrée du verbe être de et mise en scène Wajdi Mouawad, théâtre de la Colline

## Distinctions
- Molières 2005 : Molière de la comédienne dans un second rôle pour Hedda Gabler
- Molières 2008 : nomination au Molière de la comédienne dans un second rôle pour Le Roi Lear
- Molières 2010 : nomination au Molière de la comédienne pour La Dame de chez Maxim